# Дятелинка, Иван
Иван Дятелинка (словац. Ivan Ďatelinka; род. 6 марта 1983 года, Топольчани, Чехословакия) — словацкий хоккеист, играющий на позиции защитника.

## Карьера
Воспитанник хоккейной школы ХК «Топольчани». Выступал за ХК «Топольчани», МХК «Мартин», ХК «Долны Кубин».
В чемпионатах Словакии — 319 матчей (35+49), в плей-офф — 41 матч (3+5).
В составе национальной сборной Словакии провел 9 матчей.